# Ołeh Łykow
Ołeh Łykow (ukr. Олег Ликов, ur. 1 sierpnia 1973 w Dniepropetrowsku) – ukraiński wioślarz, brązowy medalista w wioślarskiej czwórce podwójnej podczas Letnich Igrzysk Olimpijskich w Atenach.

## Osiągnięcia
- Mistrzostwa świata – Lac d’Aiguebelette 1997 – czwórka podwójna – 3. miejsce[1].
- Mistrzostwa świata – St. Catharines 1999 – czwórka podwójna – 2. miejsce[1].
- Igrzyska olimpijskie – Sydney 2000 – czwórka podwójna – 6. miejsce[1].
- Igrzyska olimpijskie – Ateny 2004 – czwórka podwójna – 3. miejsce[1].
- Mistrzostwa świata – Monachium 2007 – dwójka podwójna – 19. miejsce[1].
- Mistrzostwa Europy – Poznań 2007 – czwórka podwójna – 4. miejsce[2].
- Igrzyska olimpijskie – Pekin 2008 – czwórka podwójna – 8. miejsce[1].
- Mistrzostwa Europy – Ateny 2008 – czwórka podwójna – 3. miejsce[2].
- Mistrzostwa świata – Poznań 2009 – dwójka ze sternikiem – 7. miejsce[2].
- Mistrzostwa Europy – Montemor-o-Velho 2010 – ósemka – 3. miejsce[2].